# Model Debye’a ciała stałego
Model Debye’a – model fizyczny ciała stałego używany w termodynamice i fizyce ciała stałego, wprowadzony przez Petera Debye’a w 1912 r., pozwalający wyznaczyć teoretycznie zależność ciepła właściwego ciał stałych od temperatury. Model ten zakłada, że w ciele stałym powstają fale, będące wynikiem drgań sieci krystalicznej ciała stałego (ogólnie fizyka tłumaczy powstawanie fal w ośrodkach materialnych jako wynik drgań cząsteczek tego ośrodka). Przy tym model zakłada, że istnieje minimalna długość propagujących się fal {\displaystyle \lambda _{D}} równa stałej sieci krystalicznej (i odpowiadająca jej maksymalna częstości {\displaystyle \omega _{D}}), gdyż  fale o długościach mniejszych niż długość stałej sieci nie mogą się propagować w ciele stałym. 
Był to historycznie drugi model (pierwszym był model Einsteina), który opisuje spadek ciepła właściwego z temperaturą, oraz pierwszy, który tłumaczy charakterystykę.
Do dziś jest to jeden z najlepszych modeli ciała stałego.

## Założenia modelu
Model rozpatruje ciało stałe jako izotropowy ośrodek sprężysty, punktowych ciał połączonych sprężynami wykonujących drgania swobodne. Oznacza to, że w ciele stałym o {\displaystyle N} atomach liczba drgań własnych sieci jest równa {\displaystyle 3N,} a drgania sieci nie mogą mieć częstości większej od częstości maksymalnej (częstości Debye’a), która wynika z minimalnej długości fali jaka może propagować się w ciele.
W modelu tym przyjmuje się, że drgania atomów w sieci krystalicznej można uważać za harmoniczne. Dlatego można ją przybliżyć układem harmonicznych oscylatorów kwantowych. W modelu Debye’a rozkład liczby oscylatorów w zależności od częstości dany jest przez zależność:
{\displaystyle g(\omega )=\left\{{\begin{matrix}{\frac {3V}{2\pi ^{2}v_{0}^{3}}}\omega ^{2}&\omega \leqslant \omega _{D}\\0&\omega >\omega _{D}\end{matrix}}\right.,}
gdzie:
{\displaystyle \omega _{D}=v_{0}\left(6\pi ^{2}{\frac {N}{V}}\right)^{\frac {1}{3}}} częstość Debye’a,
{\displaystyle V} – objętość ciała,
{\displaystyle N} – liczba atomów w ciele,
{\displaystyle v_{0}} – uśredniona prędkość dźwięku w ciele stałym.

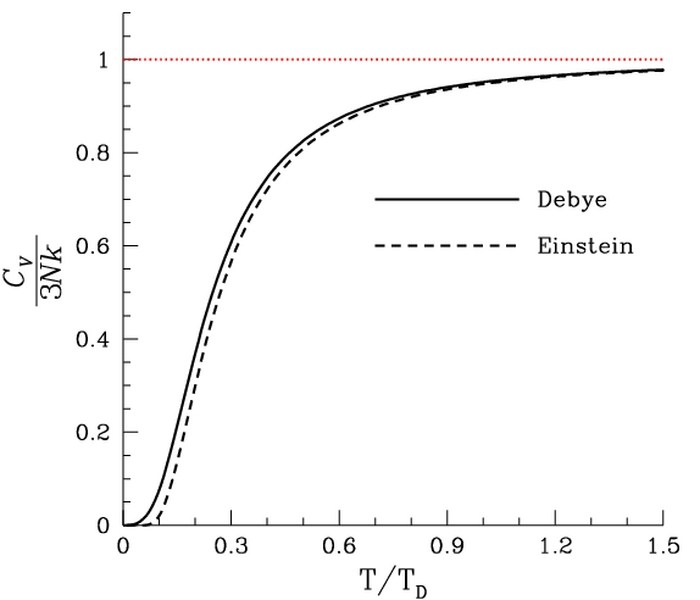
Zależność ciepła właściwego od temperatury w modelu Deby'a oraz Einsteina.

Energię wewnętrzną ciała stałego określa wzór:
{\displaystyle U=\int \limits _{0}^{\omega _{D}}{g(\omega )}{\frac {\hbar \omega }{e^{\frac {\hbar \omega }{kT}}-1}}\;d{\omega }\,\,\,} (dla każdej polaryzacji),
gdzie:
- {\displaystyle k} – stała Boltzmanna,
- {\displaystyle \hbar } – stała Plancka podzielona przez {\displaystyle 2\pi ,}
- {\displaystyle {\frac {\hbar \omega }{e^{\frac {\hbar \omega }{kT}}-1}}\,\,\,} - rozkład Plancka

a ciepło właściwe:
{\displaystyle c_{V}={\frac {1}{N}}{\left({\frac {\partial U}{\partial T}}\right)}_{N,V},}
więc:
{\displaystyle c_{V}=9k\left({\frac {T}{T_{D}}}\right)^{3}\int \limits _{0}^{\frac {T_{D}}{T}}{\frac {x^{4}e^{x}}{{(e^{x}-1)}^{2}}}\;dx,}
gdzie: {\displaystyle T_{D}={\frac {\hbar \omega _{D}}{k}}} temperatura Debye’a.

### Granica wysokiej temperatury
Jeżeli {\displaystyle T\gg T_{D}}   to:   {\displaystyle c_{V}\approx 3k\cdot N_{A}=3R\quad {}} (prawo Dulonga-Petita),
gdzie:
{\displaystyle R} – stała gazowa,
{\displaystyle N_{A}} – stała Avogadra.

### Granica niskiej temperatury
Jeżeli {\displaystyle T\ll T_{D}}   to:   {\displaystyle c_{V}\approx {\frac {12}{5}}\pi ^{4}R\cdot \left({\frac {T}{T_{D}}}\right)^{3}}
czyli
{\displaystyle c_{V}\thicksim {T}^{3}} (prawo Debye’a)

## Temperatura Debye’a
Temperatury Debaye’a dla wybranych substancji:
| aluminum  | 426 K   |                 | platyna | 240 K |
| kadm      | 186 K   | krzem           | 640 K   |       |
| chrom     | 610 K   | srebro          | 225 K   |       |
| miedź     | 344,5 K | cyna (biała, β) | 195 K   |       |
| złoto     | 165 K   | tytan           | 420 K   |       |
| α-Żelazo  | 464 K   | wolfram         | 405 K   |       |
| ołów      | 96 K    | cynk            | 300 K   |       |
| α-Mangnez | 476 K   | diament         | 2200 K  |       |
| nikiel    | 440 K   | lód             | 192 K   |       |